# 先軫

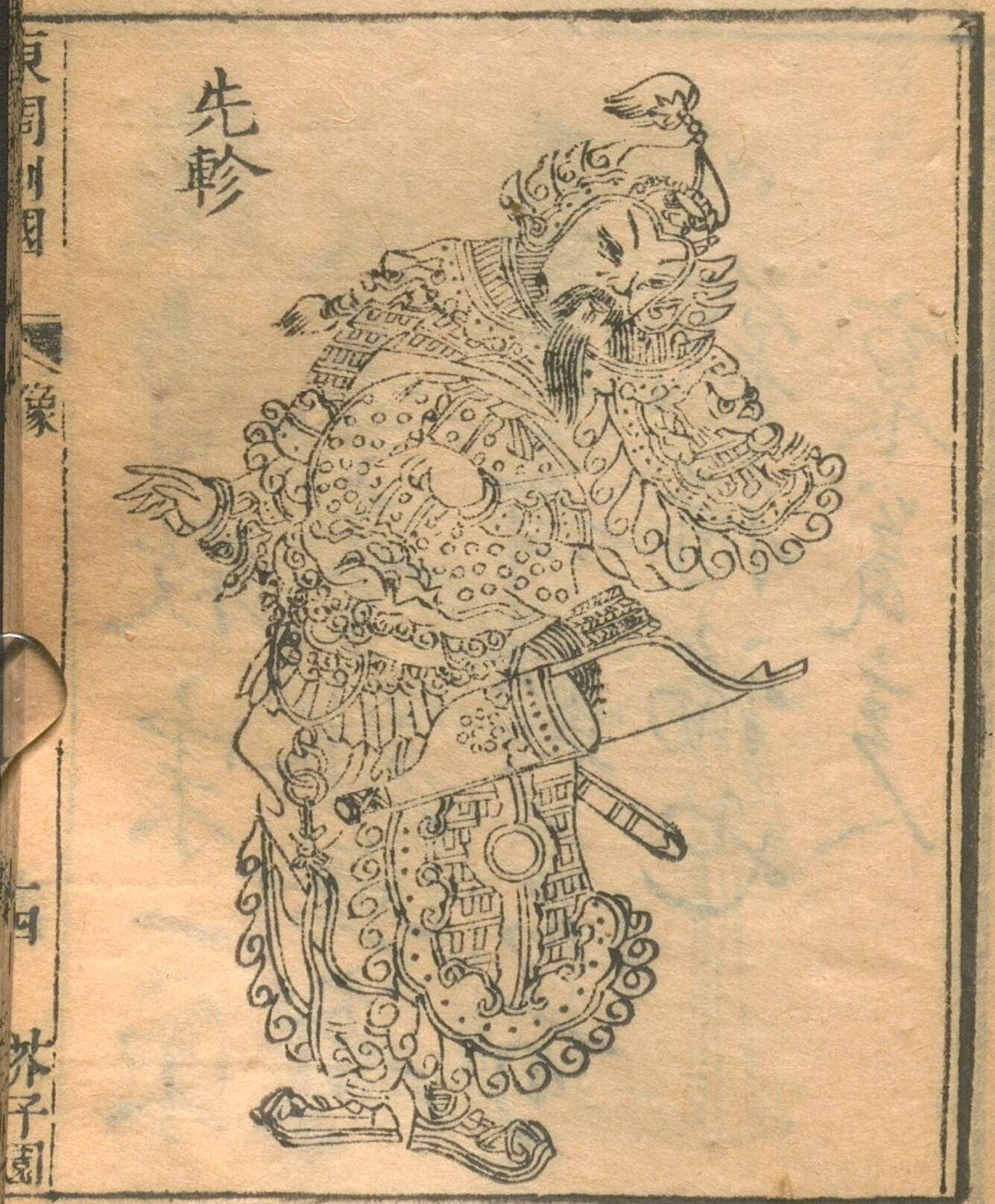
先軫

先 軫（せん しん、生没年不詳）は、中国春秋時代の晋の武将・政治家。狐偃に見出されて文公に仕えた。

## 仕官
驪姫の乱によって晋国内が乱れたとき、献公によって太子申生は賜死に追い込まれ、次男重耳は狄に亡命し、三男夷吾は梁に亡命した。先軫は狄の狐氏によって匿われている重耳の元に訪れて仕官した。その際、その優れた武勇が狐偃の目に留まって、次第に重用されるようになった。

## 流浪
驪姫の乱が収まり、夷吾が即位すると重耳に刺客を差し向けるようになり、危険を感じた重耳主従は斉へ亡命することにした。当時の斉は覇者と呼ばれた桓公の時代であったからである。亡命する重耳に従った者は僅かであったが、先軫はその一行の中で最も若かった。重耳の流浪の旅は結局19年続いたが、先軫は重耳が帰国するまで従った。

## 将軍
帰国した重耳は即位して文公となり、狐偃を宰相に据えて善政を行った。名望高い晋文公の元へ周王室から救援要請が届き、文公はこれに応える形で出陣した。王室の内乱を鎮定し、覇者の称号を得た文公のもとに諸侯は我先にと馳せ参じ、やがて晋の急速な成長に危険を感じた超大国・楚と激突することとなった。これが城濮の戦いである。このとき中軍の将郤縠が陣中で急死したので、新たに先軫が抜擢された。先軫は見事な計略を立てて楚を孤立させ、戦いを有利に持ち込むことに成功した。楚との戦いに勝利した晋文公は名実ともに覇者となった。

## 正卿
狐偃が死ぬと先軫は正卿（宰相）に抜擢され、国政を担った。文公の死後、襄公が即位すると隣国・秦の穆公が晋に攻め入ってきたのでこれを迎撃し、三人の将軍を捕虜とした。しかし、襄公は母の諫言に従って三将軍を逃がしてしまったので、先軫は大いに怒り、襄公を面と向かって罵倒した。襄公は先軫の言い分の正しさを認めて罰しなかったが、先軫は内心これを悔やみ、狄との戦いで晋軍が劣勢に追い込まれたとき、冑を脱いで敵陣に突撃して戦死した。